# Grand Prix 1906
Grand Prix-säsongen 1906 var den första Grand Prix-säsongen.

## Grand Prix
| Grand Prix /Race      | Datum      | Bana    | Vinnande förare | Vinnande tillverkare |
| --------------------- | ---------- | ------- | --------------- | -------------------- |
| Frankrikes Grand Prix | 26-27 juni | Le Mans | Ferenc Szisz    | Renault              |